# Maria Pia Mastena
Maria Pia Mastena (Bovolone, 7 december 1881 – Rome, 28 juni 1951) was een Italiaans geestelijke ordestichtster en is een zalige van de Katholieke Kerk.
Maria Pia kwam uit een diep-gelovig gezin en deed op 10-jarige leeftijd haar eerste Heilige Communie, bij welke gelegenheid zij voor zichzelf een gelofte van eeuwige kuisheid aflegde. In hetzelfde jaar ontving zij het Heilig Vormsel en werkte vanaf dat moment vrijwillig in haar parochie, waar ze zich voornamelijk met catechese bezighield. Al jong wilde zij toetreden tot een religieuze orde, maar men vond haar nog te jong. In 1901 trad zij in bij de Zusters van Genade in Verona. Ze nam de kloosternaam Passitea Maria van het Kindje Jezus aan. Zij bleef in Verona tot 1927. Zij zocht een meer contemplatief leven en dacht dit gevonden te hebben bij de zusters cisterciënzers in Veglie, maar na enkele maanden trad ze ook daar uit en stichtte haar eigen orde: De Religieuzen van het Heilig Gezicht van Jezus. De orde werd in 1946 pauselijk erkend. Haar verdere leven legde ze toe op de expansie van de orde, en op de zorg voor armen en zieken.
Maria Pia Mastena werd op 13 november 2005 door paus Benedictus XVI zalig verklaard.